# Pokémon Ultrasole e Ultraluna
Pokémon Ultrasole (ポケットモンスター ウルトラサン?, Poketto Monsutā Urutorasan) e Pokémon Ultraluna (ポケットモンスター ウルトラムーン?, Poketto Monsutā Urutoramūn) sono due videogiochi di ruolo del 2017, sviluppati da Game Freak e pubblicati da Nintendo in esclusiva per Nintendo 3DS.
I due titoli appartengono alla settima generazione della serie Pokémon e sono le versioni migliorate di Pokémon Sole e Luna.

## Trama

### Ambientazione
I giochi mettono l'accento sul leggendario Pokémon Necrozma  che, in queste versioni, prende il posto di Samina come principale antagonista. Come per Sole e Luna, i giochi sono ambientati nella regione di Alola, che è basata sulle Hawaii. Sebbene in gran parte uguali, i nuovi giochi presentano edifici e luoghi aggiuntivi rispetto ai predecessori. Diversi personaggi principali presenti in Sole e Luna, come Samina e i suoi figli, subiscono cambiamenti significativi. L'Ultramegalopoli, una vasta città in cui Necrozma ha rubato tutte le fonti di luce, si trova all'interno dell'Ultraspazio ed è accessibile attraverso gli Ultravarchi.
Un altro gruppo di antagonisti, il Team Rainbow Rocket, è presente nel post-game e include tutti i precedenti leader dei team antagonisti presenti in tutta la serie, da Giovanni di Pokémon Rosso, Blu e Giallo a Elisio di Pokémon X e Y.

## Modalità di gioco

Scena di battaglia che vede il Lycanroc Forma Crepuscolo del giocatore contro uno Stakataka selvatico; entrambi questi Pokémon sono stati introdotti in questi giochi.

Ultrasole e Ultraluna presentano nuove Ultracreature: Stakataka, Blacephalon, Poipole e la sua evoluzione, Naganadel. Inoltre, sono state rese disponibili nuove forme per il leggendario Pokémon Necrozma, soprannominate "Criniera del Vespro" e "Ali dell'Aurora", che si ottengono assorbendo rispettivamente i leggendari Solgaleo e Lunala. Inoltre, è stata aggiunta una nuova forma di Lycanroc, Lycanroc Crepuscolo e uno speciale Pikachu col cappello di Ash del film "Scelgo te!". I giocatori possono ora viaggiare nella regione di Alola per raccogliere gli adesivi del dominante, che consentono al giocatore di ricevere un Pokémon di dimensioni superiori rispetto al normale. Sono state inoltre implementate tre nuove attività: Mantine Surf, che consente al giocatore di navigare attraverso i mari della regione e guadagnare Punti Lotta; il Foto Club, che consente di scattare foto del proprio personaggio assieme a Pokémon in varie pose; e l'Ultraviaggio dimensionale, che consente di viaggiare attraverso vari Ultravarchi e incontrare Ultracreature nei loro mondi, oltre a trovare Pokémon leggendari provenienti da ogni gioco della serie e ottenere Pokémon cromatici con maggiore facilità.  Sono disponibili inoltre nuove Mosse Z peculiari di singoli Pokémon, inclusi Solgaleo, Lunala, Lycanroc, Mimikyu e Necrozma. Un aggiornamento al Pokédex Rotom aggiunge il Roto-Loto, che consente al giocatore di utilizzare potenziamenti, simili ai Poteri-O della generazione precedente. Le differenze basilari sono rimaste invariate rispetto a Pokémon Sole e Luna, tranne per i pokemon incontrabili in cui ci sono state alcune aggiunte. Inoltre, nella storia di Pokémon Ultrasole tra i membri dell'Ultrapattuglia ci saranno Zoy e Darus, mentre in Pokémon Ultraluna Mirin e Syron.

## Sviluppo
Shigeru Ohmori, uno dei produttori del gioco, ha dichiarato che Ultrasole e Ultraluna erano stati realizzati da membri più giovani dello staff mentre i veterani avevano lavorato ai successivi giochi Pokémon per Nintendo Switch, sebbene alcuni membri più esperti, come Shigeki Morimoto, fossero stati assegnati ad esso. Ha inoltre affermato che Game Freak stava trattando i due giochi come il "culmine del proprio lavoro con il sistema 3DS". Il team di sviluppo, composto da 80 persone, era circa la metà di quello di Pokémon Sole e Luna, nonostante Ultrasole e Ultraluna avessero una sceneggiatura lunga due volte tanto. In un'intervista separata, Ohmori ha anche descritto l'idea di sviluppare i nuovi titoli era sorta verso la fine dello sviluppo di Sole e Luna, in quanto i titoli erano destinati a sfruttare lo slancio acquisito dalla serie Pokémon dopo il grande successo del gioco per dispositivi mobili Pokémon Go. Il director del gioco Kazumasa Iwao era stato in precedenza responsabile del sistema di battaglia di Sole and Luna.
I giochi includono un tributo all'ex CEO di Nintendo Satoru Iwata, che menziona il suo ruolo nello sviluppo di Pokémon Oro e Argento. I giochi ricevettero la loro prima patch a dicembre 2017, risolvendo diversi bug.

## Accoglienza
A tre giorni dal lancio in Giappone sono state vendute circa 1,2 milioni di copie dei due titoli, escludendo gli acquisti tramite Nintendo eShop. Al 31 marzo 2021 le vendite complessive hanno totalizzato 8,98 milioni di unità.